# Поттсборо (Техас)
Поттсборо (англ. Pottsboro) — місто (англ. town) в США, в окрузі Грейсон штату Техас. Населення — 2488 осіб (2020).

## Географія
Поттсборо розташоване за координатами 33°46′18″ пн. ш. 96°40′15″ зх. д. / 33.77167° пн. ш. 96.67083° зх. д. (33.771578, -96.670719).  За даними Бюро перепису населення США в 2010 році місто мало площу 7,41 км², уся площа — суходіл. В 2017 році площа становила 7,84 км², уся площа — суходіл.

## Демографія
Згідно з переписом 2010 року, у місті мешкало 2160 осіб у 801 домогосподарстві у складі 606 родин. Густота населення становила 292 особи/км².  Було 872 помешкання (118/км²).
Расовий склад населення:
| - 92,5 % — білих - 2,5 % — корінних американців - 0,9 % — азіатів - 0,4 % — чорних або афроамериканців - 1,3 % — осіб інших рас |

До двох чи більше рас належало 2,5 %. Частка іспаномовних становила 4,5 % від усіх жителів.
За віковим діапазоном населення розподілялося таким чином: 28,8 % — особи молодші 18 років, 59,0 % — особи у віці 18—64 років, 12,2 % — особи у віці 65 років та старші. Медіана віку мешканця становила 38,2 року. На 100 осіб жіночої статі у місті припадало 100,0 чоловіків;  на 100 жінок у віці від 18 років та старших — 93,7 чоловіків також старших 18 років.
Середній дохід на одне домашнє господарство  становив 69 407 доларів США (медіана — 53 889), а середній дохід на одну сім'ю — 79 909 доларів (медіана — 61 782). Медіана доходів становила 43 939 доларів для чоловіків та 25 500 доларів для жінок. За межею бідності перебувало 14,2 % осіб, у тому числі 24,0 % дітей у віці до 18 років та 4,3 % осіб у віці 65 років та старших.
Цивільне працевлаштоване населення становило 1102 особи. Основні галузі зайнятості: освіта, охорона здоров'я та соціальна допомога — 27,2 %, роздрібна торгівля — 17,6 %, виробництво — 12,2 %, мистецтво, розваги та відпочинок — 8,1 %.